# Barajamda
Barajamda é uma vila no distrito de Pashchimi Singhbhum, no estado indiano de Jharkhand.

## Demografia
Segundo o censo de 2001, Barajamda tinha uma população de 7691 habitantes. Os indivíduos do sexo masculino constituem 52% da população e os do sexo feminino 48%. Barajamda tem uma taxa de literacia de 52%, inferior à média nacional de 59,5%; com 62% para o sexo masculino e 38% para o sexo feminino. 17% da população está abaixo dos 6 anos de idade.